# Spys4Darwin
Spys4Darwin (с англ. — «Шпионы Дарвина») — американская рок-группа, основанная в 1999 году в Сиэтле. В состав супергруппы входили Крис Дегармо (Queensryche), Винни Домброски (Sponge), Майк Айнез и Шон Кинни (Alice in Chains). В 2001 году Spys4Darwin выпустили мини-альбом microfish.
Идея возникновения группы возникла в 1998 году у гитариста Криса Дегармо и барабанщика Шона Кинни после совместного турне в составе группы Джерри Кантрелла в поддержку его дебютного сольного альбома Boggy Depot. Музыканты пригласили ещё одного участника Alice in Chains бас-гитариста Майка Айнеза и начали поиски вокалиста. В конечном счёте выбор пал на Винни Домброски.
В октябре 1999 года музыканты обменялись записями со своими музыкальными идеями, после чего направились в студию Binge в Сиэтле. Инженером по записи стал Скотт Олсон из Heart. Совместная работа выдалась очень продуктивной, так как никто из исполнителей не был поставлен в жёсткие рамки и имел возможность вносить собственный вклад в написание песен. За три недели совместной работы было записано шесть песен.
Проект получил название Spys4Darwin по имени бездомного, который слонялся вокруг звукозаписывающей студии. Мужчина по имени Дарвин обитал в прилежащей к студии заброшенной лакокрасочной фабрике. Однажды бездомный попросил музыкантов присмотреть за своими вещами, после чего Шон Кинни заметил, что теперь они «шпионы Дарвина». Шуточное название прижилось и сохранилось вплоть до выпуска альбома.
Сведение песен состоялось позднее в студии Studio X. Продюсировали запись сами музыканты, а звукоинженером стал Адам Каспер, известный по работе с Foo Fighters и Soundgarden. Мини-альбом microfish был выпущен 18 мая 2001 года и распространялся на официальном сайте группы. По словам Домброски, на альбоме содержалось несколько среднетемповых песен, представлявших собой традиционный гитарный рок. Дегармо выделял хриплый голос Домброски, приближавший пластинку к эстетике панк-попа, а также сочетание тяжёлых гитарных риффов и более лёгких акустических вставок. Всего было выпущено шесть песен: «Submission in Love», «Insomina Station», «Dashboard Jesus», «Chain Letter», «Flood» и «Cold Dead Hands».
Дебютное выступление группы состоялось 4 августа 2001 года на фестивале Endfest в Сиэтле. Музыканты исполнили песни с мини-альбома, а также две новые композиции. К концу года планировался выпуск полноформатного альбома и подписание контракта с крупным лейблом, но этого так и не произошло. Фестивальное выступление так и осталось для группы единственным. 
В 2008 году мини-альбом microfish был вновь выпущен в продажу на сайте CDbaby.com.